# Federico Pérez Intriago
José Federico Pérez Intriago (Quito, 17 de octubre de 1947) es un político ecuatoriano, prefecto de la provincia de Pichincha entre 1992 y 1996.

## Trayectoria
Para las elecciones seccionales de 1992 se presentó como candidato a la prefectura de Pichincha por el partido Frente Radical Alfarista, derrotando en una reñida contienda a Marcelo Dotti, candidato del partido Democracia Popular.
Volvió a participar como candidato a la prefectura de Pichincha en las elecciones seccionales de 2000, 2004 y 2019, pero en las tres ocasiones fracasó.
En las elecciones legislativas de 2006 fue elegido diputado nacional en representación de la provincia de Pichincha por el Partido Renovador Institucional Acción Nacional. Sin embargo, fue destituido de su cargo por el Tribunal Supremo Electoral durante la Crisis Legislativa causada por el pedido de aprobación de consulta popular del presidente Rafael Correa para la instauración de la Asamblea Constituyente de 2007.